# نیکلاس ساچی
نیکلاس ساچی (انگلیسی: Nicolas Sachy؛ زادهٔ ۲۳ اکتبر ۱۹۶۷) بازیکن فوتبال اهل فرانسه است.
از باشگاه‌هایی که در آن بازی کرده‌است می‌توان به باشگاه فوتبال آنژه و باشگاه فوتبال سدان اشاره کرد.